# AGM-12 Bullpup
Die AGM-12 Bullpup ist eine manuell gelenkte Kurzstrecken-Luft-Boden-Rakete die vom US-amerikanischen Rüstungsunternehmen Martin Marietta für die US Navy und die US Air Force entwickelt wurde. Sie wurde von 1959 bis 1978 eingesetzt. Sie war die erste in Serie gebaute gelenkte Luft-Boden-Rakete der Welt und wurde auch von einigen anderen NATO-Staaten und weiteren Ländern eingesetzt.

## Technik und Funktion
Die AGM-12A und GAM-83A (AGM-12B) haben einen zylindrischen Körper, in dem die Elektronik, der Gefechtskopf (Mittelsektion) und der Treibstofftank untergebracht sind. Zur Front hin verläuft er kegelförmig. An der Spitze befindet sich 4 Canards in X-Form. Mit diesen werden die Steuerkommandos des Bordschützen elektropneumatisch von der Bullpup umgesetzt. Am Heck, beim Triebwerk, wird er leicht konisch. Kurz davor sind vier große Heckflossen ebenfalls in X-Form angebracht, die einem Deltaflügel ähnlich sind. Diese Flügelflächen dienen nur dazu, dass die Bullpup ihre Flugrichtung stabil hält sowie in Zusammenarbeit mit dem Kreiselsystem nicht ins Rollen um die eigene Achse gerät. Die ASM-N-7A (ebenfalls AGM-12B) hat trapezförmige Heckflossen. Bei der AGM-12C sieht die Körperform, bedingt durch den größeren Durchmesser, erheblich anders aus, denn hinter der Spitze gibt es eine konische Vergrößerung von 30 auf 46 cm. Auch sind die Heckflossen nun wesentlich größer. Sie haben aber eine Trapezform, wobei sich die Flossenhöhe von vorne nach hinten verringert. Die AGM-12D wiederum baut auf der -12B auf. Da sie aber einen Nuklearsprengkopf trägt, der etwas größer ist, musste die Mittelsektion vom Durchmesser her angepasst werden. Auf Grund dieser minimalen Änderung ist die 12D von der A und B Variante nur schwer zu unterscheiden.
Die erste Version der Bullpup, die AGM-12A, war mit einem Mk 8 Mod 1 Festtreibstoff-Raketenmotor der Firma Aerojet-General ausgerüstet, der 2,5 Sekunden lang ca. 38 kN Schub lieferte. Spätere Versionen sind mit Flüssigtreibstoff-Raketenmotoren der Firma Thiokol vom Typ LR-58-RM-4 (AGM-12B/D), der 2,04 Sekunden lang ca. 53,9 kN Schub leistet, beziehungsweise LR-62-RM-2/-4 (AGM-12C/E) ausgerüstet. Als Treibstoff verwendet das LR-58 und -62 ein Gemisch aus Aminen, das MAF-l (mixed amine fuel-1) genannt wird sowie als Oxidator rote rauchende Salpetersäure, die, wenn sie zusammen gemischt werden, hypergol (selbstzündend) sind. Das Gewicht aller Raketenmotoren war trotz unterschiedlicher Gesamtmasse der Bullpup annähernd gleich und betrug etwa 91 kg.
Die Bullpup wurde nach Abschuss vom Bordschützen manuell über einen Joystick im Cockpit per Funkfernsteuerung nach Sicht gelenkt. Es handelt sich dabei um das MCLOS-Verfahren (manual command to line of sight). Der Nachteil dieses Systems war, dass der Schütze immer Sichtkontakt mit der Rakete haben musste. In der ersten Version (AGM-12A) musste außerdem das Trägerflugzeug weiter in gerader Linie auf das Ziel zu fliegen. Dies wurde erst mit der AGM-12B, die eine überarbeitete Elektronik hatte, leicht verbessert. Jetzt konnte das jeweilige Trägerflugzeug vom Kurs der Bullpup etwas abweichen, ohne dass es zum Verlust der Funkverbindung kam. Das Trägerflugzeug selbst musste mit einem Airborne Flight/Remote Control Radio (kurz AN/ARW) vom Typ -73 und später -77 ausgerüstet sein, damit es die Bullpup fernsteuern konnte. Mit dem AN/ARW-73 waren nur die A-4 Skyhawk und die F-105 Thunderchief ausgerüstet. Das AN/ARW-77 hingegen nutzten unter anderem die A-7, F-4, F-5, F-8, und P-3B Orion.
Neben der nicht optimalen Zielelektronik hatte die Bullpup noch andere Schwächen. So betrug ihre Trefferwahrscheinlichkeit nur 66 % und dies bei einem Streukreisradius (CEP) von etwas über neun Meter. Weiter gab es immer wieder Probleme mit den Schweißnähten sowie fehlerhaften Schnittstellen zwischen Elektronik und VHF-Antenne.

## Geschichte
Die Entwicklung der AGM-12 Bullpup wurde 1953 von der US Navy initiiert, als während des Koreakrieges festgestellt wurde, dass man keine effektive Waffe zur Verfügung hatte, mit der man statische Ziele wie z. B. Brücken bekämpfen konnte. Eine weitere Anforderung war die Möglichkeit des Einsatzes durch trägergestützte Flugzeuge. Es wurde eine Ausschreibung durchgeführt, bei der unter mehreren Angeboten Martin Marietta im April des Jahres 1954 den Zuschlag erhielt. Die Bezeichnung der Rakete lautete ASM-N-7 Bullpup, sie war die erste gelenkte Luft-Boden-Rakete. Während ihrer Entwicklungsphase bekam die Bullpup die Bezeichnung XASM-N-7, wobei das X auf den experimentellen Status hinweist. Viele der damals vorgestellten Daten stimmten schon grob mit der späteren Serien-Bullpup überein. Nur Gewicht (245 kg) und Geschwindigkeit (Mach 2) konnten bei der Serienversion (259 kg, Mach 1,8) nicht eingehalten werden. Auch schlug man drei verschiedene Gefechtsköpfe vor. Man wollte die hochexplosive AN-M57 Bombe, die AN-M81 Splitterbombe oder die Mk81 nutzen. In der Serienversion nutzte die AGM-12A tatsächlich aber nur die AN-M81 und Mk81 Gefechtsköpfe.
Die ASM-N-7 war noch mit einem Feststoff-Raketenmotor ausgerüstet, erst mit der Einführung der Baureihe ASM-N-7a wurde dieser durch einen LR-58 Flüssigtreibstoff-Raketenmotor der Firma Thiokol ersetzt. Offiziell wurde die ASM-N-7 bei der US Navy am 25. April 1959 an Bord der Lexington bei den an Bord befindlichen A-4 Skyhawk in Dienst gestellt. Neben den A-4 Skyhawk wurde sie für die AF-1E Fury und den SH-34 zugelassen. Aber schon im Jahr 1954 zeigte die „US Air Force“ ebenfalls Interesse an der Bullpup. Man wollte aber nicht die gleiche Rakete wie die US Navy verwenden, da zu dieser Zeit große Rivalitäten zwischen den Teilstreitkräften bestanden. Daher wurde Martin Marietta beauftragt, ein Derivat mit der Projektbezeichnung White Lance und dem späteren Namen GAM-79 zu entwickeln. Es sollte, anders als bei der Navy, von Beginn an ein Raketenantrieb mit Flüssigtreibstoff verwendet werden. Außerdem sollte diese Version mit einem Nuklearsprengkopf bestückt werden können und die Zielelektronik sollte weiter verbessert werden. Aber die Entwicklung der GAM-79 brauchte ihre Zeit, und während dieser Entwicklungszeit kaufte die USAF die ASM-N-7, führte sie aber unter der Bezeichnung GAM-83 ein und setzte sie auf den Flugzeugtypen North American F-100 und Republic F-105 ein. Die ASM-N-7 und die GAM-83 sollten ab 1963 die Bezeichnung AGM-12A erhalten. Weiter wurde eine Trainingsversion, mit der die Piloten üben konnten, die AGM-12A, gebaut. Sie wurde zuerst als TGAM-83 und später als ATM-12A geführt.
Die US Navy nahm von der Entwicklung der GAM-79 durch die Air Force Notiz und stattete in der Folgezeit ihre ASM-N-7 mit einem Flüssigstoff-Raketenmotor aus. Diese jetzt unter der Bezeichnung ASM-N-7A geführte Baureihe unterschied sich gegenüber der ASM-N-7 nur durch den Flüssigstoff-Raketenmotor sowie einige kleine Verbesserungen am Gefechtskopf. Es wurde jetzt ein Gefechtskopf vom Typ Mk19 Mod 0 verwendet. Sie wurde etwa 1960 bei der US Navy in Dienst gestellt. Die Air Force wiederum konnte die White Lance alias GAM-79 schon im Jahr 1958 in Dienst stellen, dies geschah unter dem Namen GAM-83A. Da die ASM-N-7A und GAM-83A fast zeitgleich entwickelt wurden, unterscheiden sie sich nur in Details, vor allem aber bei der Zielelektronik (GAM-83A). Beide Raketen sollten ab 1963 die Bezeichnung AGM-12B erhalten, wobei es noch eine Trainer-Variante, die ATM-12B, gab. Auf welcher der beiden Raketen die ATM-12B basiert, ist unbekannt.
Neben dem neuen Gefechtskopf für die ASM-N-7A, ließ die US Navy im Jahr 1961 einen weiteren entwickeln. Dieser sollte 100 Liter eines chemischen Kampfstoffes mit dem Namen GB (Methylfluorphosphonsäureisopropylester) enthalten. Der Kampfstoff sollte nicht in der Luft versprüht werden, sondern nur in einen begrenzten Radius durch den Aufschlag der Bullpup verbreitet werden. Es wurden einige Machbarkeitsstudien in Auftrag gegeben und auch einige Prototypen dieses Gefechtskopfes gebaut. Aber die Navy beendete kurz nach der Fertigstellung der Gefechtsköpfe das Programm, bevor es überhaupt zu einem Test kam.
Die Navy strebte eine verbesserte Version als die ASM-N-7A an. Ab dem Jahr 1959 wurde die ASM-N-7B entwickelt. Sie sollte einen auf 1000 Pfund (453 kg) vergrößerten Gefechtskopf erhalten. Zu der Zeit (1959) wurde die ASM-N-7B auch als Super Bullpup bezeichnet, wobei dies keine offizielle Bezeichnung war. Es wurde weiter ein verbesserter Flüssigstoff-Raketenmotor vom Typ LR-62-RM-2/-4 eingesetzt, um bei dem nun größerem Gesamtgewicht die gleiche beziehungsweise eine etwas größere Reichweite zu erhalten. Die ASM-N-7B wurde für die Flugzeuge North American A-5, Grumman A-6 und Vought F-8E zugelassen. Sie wurde ab 1963 als AGM-12C bezeichnet und im folgenden Jahr eingeführt.
Aus der GAM-83A entwickelte Martin für die US Air Force noch ein Derivat (ab Februar 1960), welches ab 1962 produziert wurde und über die Nuklearoption in Form eines W-45 Nuklearsprengkopfes verfügen sollte. Da der Nuklearsprengkopf etwas größer als der originale konventionelle war, wurde der Durchmesser der GAM-83A etwas vergrößert. Diese nukleare Version der GAM-83A erhielt die Bezeichnung GAM-83B, welche ab 1963 in AGM-12D umgeändert wurde. Von der D-Version wurden nur 100 Stück produziert und schon zwischen 1967 und 1978 ausgemustert.
Als letzte Version gab es noch die E-Version. Sie bekam von Anfang an die Bezeichnung AGM-12E Bullpup, da sie 1966/67 in Dienst gestellt wurde. Sie baut auf der AGM-12C auf, verwendet aber einen Gefechtskopf für Streumunition. Dieser war mit 620 BLU-26/B- und 210 BLU-36/B-Splitterbomblets beladen. Die BLU-36/B wurden später durch BLU-59/B-Splitter/Brand-Bomblets ersetzt.
Später gab es noch einige Projekte, die auf der Bullpup basierten und deren Fähigkeiten erheblich verbesserten. Keine dieser experimentellen Raketen wurde je in Serie produziert. Sie hatten die Bezeichnungen AGM-79 Blue Eye (Martin Marietta), AGM-80 Viper (Chrysler) und AGM-83 Bulldog (Texas Instruments).
Die letzten AGM-12 der Navy wurden von der Patrol Squadron VP-1 im Juli des Jahres 1978 von drei P-3B Orion verschossen.
Neben den Weiterentwicklung der Bullpup gab es in einigen Ländern eigene Raketen, die manuell über Funk gesteuert werden. Einige dieser Raketen sind der Bullpup so ähnlich, dass man sie als Pendant (Gegenstück) bezeichnen kann. So gab es in der Sowjetunion eine Luft-Boden-Rakete namens Ch-23, in Frankreich wurde von Nord Aviation die AS.20 entwickelt. In Argentinien wurde die Martin Pescador MP-1000 mittlerweile außer Dienst gestellt, aber einige existieren als AS-25K-RC weiter.

### Kurzübersicht
| aktuell (ab 1963) | veraltet (bis 1963) |
| AGM-12A           | ASM-N-7 GAM-83      |
| AGM-12B           | ASM-N-7A GAM-83A    |
| AGM-12C           | ASM-N-7B            |
| AGM-12D           | GAM-83B             |
| AGM-12E           |                     |

## Einsatzländer

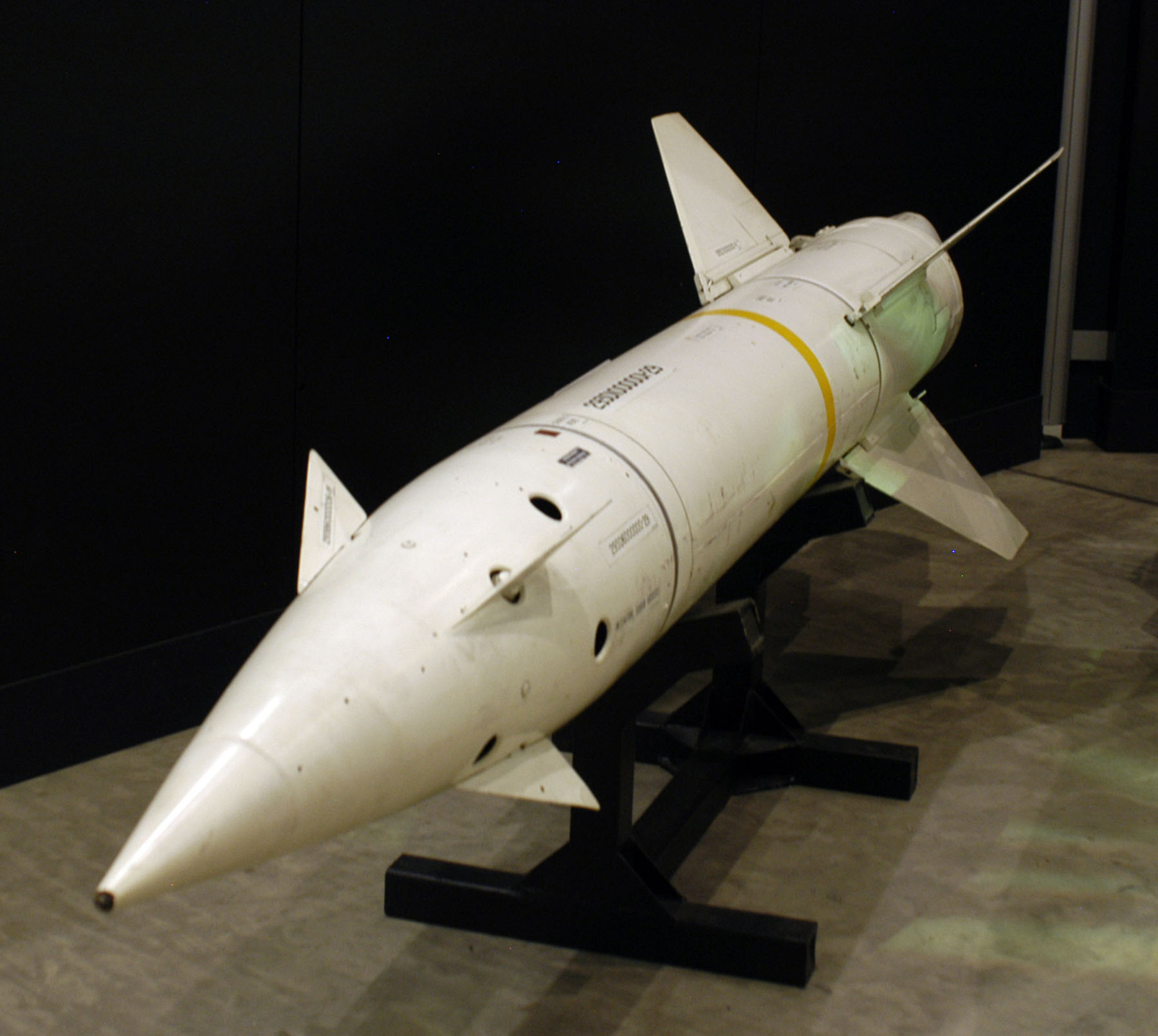
Eine AGM-12B Bullpup

Die Bullpup wurden von USA in den unterschiedlichen Versionen (A–E) ungefähr 56.668-mal gebaut, bevor sie in einem Zeitraum von Beginn der 1970er bis zu den 1980er Jahren bei der US-Armee endgültig ausgemustert wurde. Außerdem wurde die Bullpup (AGM-12B) von einem europäischen Konsortium hergestellt. Zu diesem Konsortium gehörten Norwegen (Kongsberg Våpenfabrikk) als Hauptproduzent, Großbritannien (de Havilland), Dänemark und die Türkei.
 Dänemark
Bei der Flyvevåbnet nutzte man die AGM-12B mit der F-104G und Saab 35XD als Trägerflugzeug.
 Griechenland
AGM-12B genutzt mit F-104G.
 Israel
Die Israelischen Luftstreitkräfte nutzten die AGM-12B/C an der McDonnell F-4E und Douglas A-4 Skyhawk. Es wurden insgesamt 760 Bullpup in 2 Tranchen (à 550/210 Stück) zwischen den Jahren 1969 bis 1976 aus den USA geliefert.
 Norwegen
Die Luftforsvaret nutzte die Bullpup als Seezielflugkörper mit der P-3B, F-5A und F-104G. Die Kongsberg Våpenfabrikk produzierte die AGM-12B außerdem für die Streitkräfte zwischen 1963 und 1969 1.500-mal in Lizenz.
 Türkei
Die Türkische Luftwaffe nutzten AGM-12B zusammen mit F-100D Super Sabre und F-104G. Alle ca. 2.500 gelieferten Bullpup wurden in Norwegen gefertigt, wobei einzelne Teile in der Türkei produziert wurden.
 Vereinigtes Königreich
Großbritannien zeigte schon 1960 Interesse an der Bullpup aber erst 1962 bekam man die AGM-12B. Als Trägerflugzeuge wurde die Supermarine Scimitar, Blackburn B-103 Buccaneer und die De Havilland D.H.110 der Royal Navy (ab 1962–64) und Royal Air Force benutzt. Die britische Firma de Havilland Aircraft Company unterstützte die Kongsberg Våpenfabrikk beim Bau von insgesamt 2.500 AGM-12B. Wobei 1.000 AGM-12B aus den USA geliefert wurden, um die Zeit bis Produktionsbeginn bei Kongsberg zu überbrücken.
 Vereinigte Staaten
Ursprünglich von Martin Marietta entwickelt und verbessert, produzierte die Firma Maxson Electronics den größten Teil der AGM-12. Die diversen Varianten der Bullpup wurden von Flugstaffeln der US Navy, Air Force und des Marine Corps genutzt.

## Verwendete Trägerplattformen
Hubschrauber

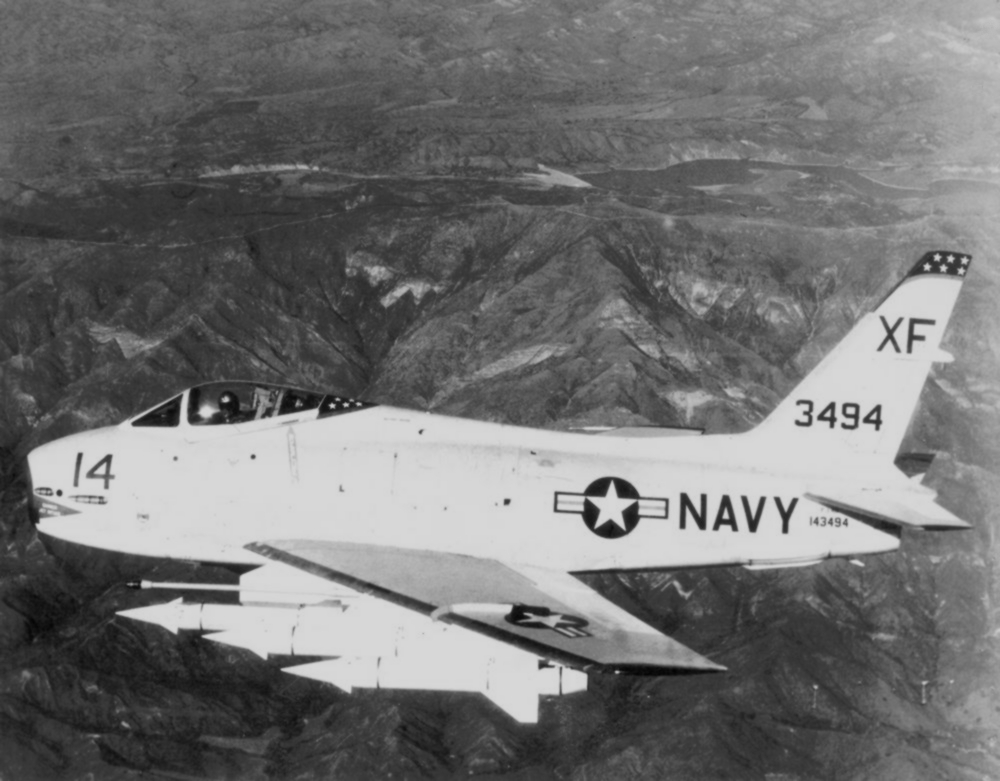
Eine FJ-4B Fury mit 5 AGM-12A Bullpup

- Sikorsky S-58, an der HUS-1/UH-34D wurde 1961 in Fort Rucker die Bullpup getestet, diese Kombination kam aber nicht in den regulären Truppendienst

Flugzeuge
- Douglas A-4 Skyhawk
- North American A-5 Vigilante
- Grumman A-6A Intruder
- Vought A-7A/B Corsair II
- McDonnell F-4C/D/E/J Phantom II
- North American FJ-4B Fury
- Northrop F-5A Freedom Fighter
- Vought F-8 Crusader, nur F-8E, H, J, K und L
- Lockheed P-3B Orion
- North American F-100C/D Super Sabre
- Republic F-84F Thunderstreak
- Republic F-105D Thunderchief
- Lockheed F-104G Starfighter
- Grumman F11F Tiger
- Blackburn B-103 Buccaneer
- Supermarine Scimitar
- De Havilland DH.110 Sea Vixen
- Saab 35XD Draken